# Белидор, Бернар Форест де
Бернар Форест де Белидор (фр. Bernard Forest de Bélidor; 1698 — 8 сентября 1761) — французский бригадный генерал, генеральный инспектор по минной части, инженер и изобретатель. Член французской, русской и Королевской академий наук.

## Биография
Бернар Форест де Белидор родился в 1698 году в Каталонии. Получив блестящее по тому времени образование, юноша, уже в 15 летнем возрасте, участвовал в осаде крепостей Бушен и Кенуа.
Солидное знание математических наук быстро выделило Белидора, как учёного, и он был приглашен профессором в артиллерийскую школу в Лафере, где своими блестящими лекциями с разнообразными интересными опытами и работами по математике и механике (в применении их к строительному и минному делу, артиллерии и фортификации) довольно быстро приобрёл общеевропейскую известность и признание.

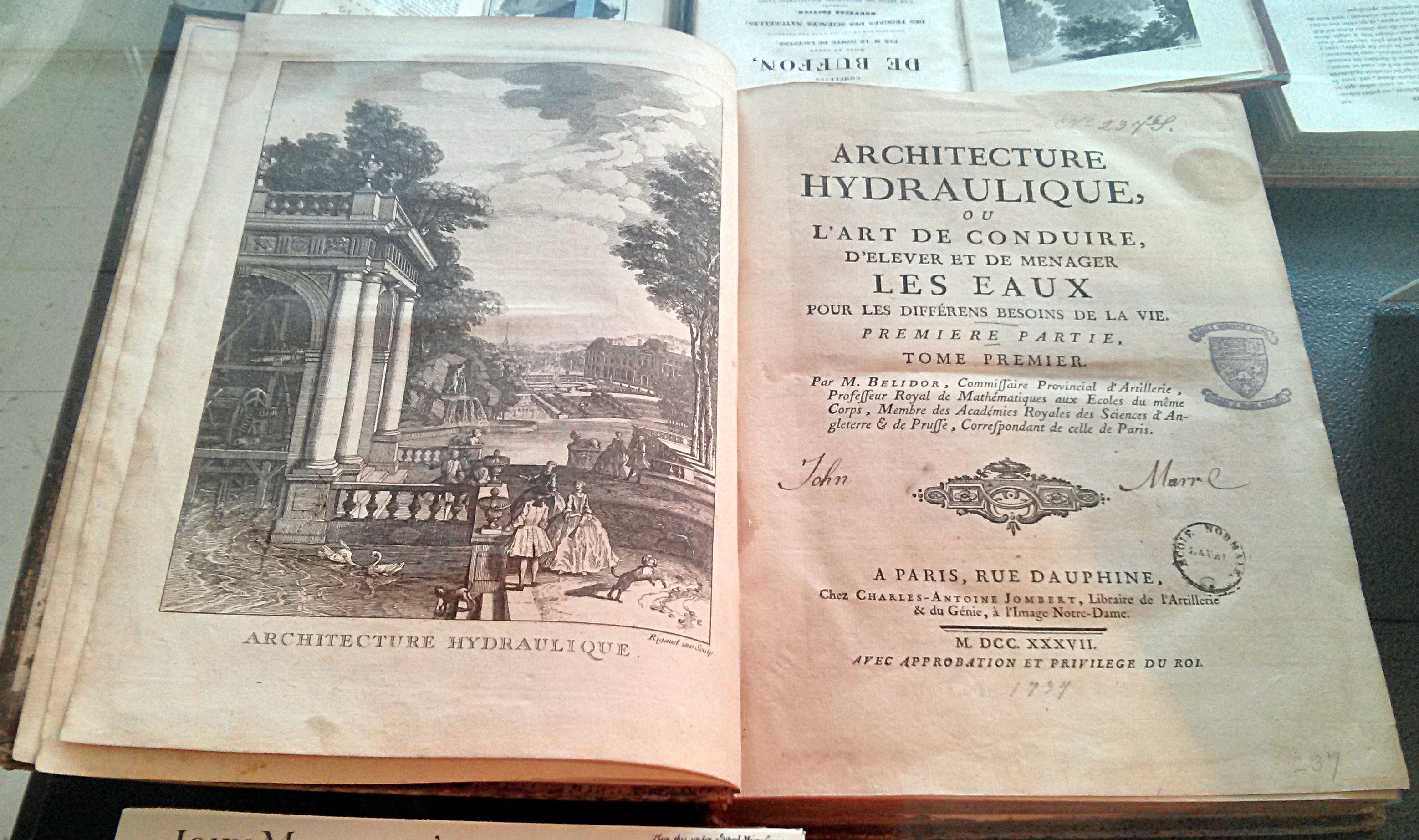

Вскоре Белидор занял место профессора в недавно учрежденной во Франции артиллерийской школе в Лафере. Он предложил теорию кривой полета бомб и впервые создал особые таблицы стрельбы. Он первым высказал мысль о сфере сотрясения минных горнов и дал формулу для расчета усиленных горнов, рекомендуя применять их при осадах крепостей. В креп. без контр-мин. системы Белидор предложил усиливать их так называемой «адскою цепью» (группами фугасов в несколько линий).
В 1742 году Белидор участвовал, в звании адъютанта, в баварском походе и служил под начальством принца Конти в Италии (где при осаде замка Демон на Сардинии руководил минными работами, разрушив замок в несколько часов) и в Нидерландах, где за отличие при завоевании Шарлеруа был произведен в полковники.
В 1758 году он был назначен директором арсенала, а вскоре после этого был произведен в бригадные генералы и занял место генерального инспектора по минной части.
Бернар Форест де Белидор умер 8 сентября 1761 года в городе Париже.

## Избранная библиография
- «Architecture Hydraulique» (4 тома, Париж, 1737—1751);
- «Le bombardier français» (Париж, 1731 год);
- «La Science des ingenieurs dans la conduite des travaux de Fortification et d’Architecture civile»;
- «Traité des fortifications» (2 тома, Париж, 1735);
- «Cours de matematique»;
- «Oeuvres diverts, concervrant d’Artillerie et la Génie».